# 双雄雀麦
双雄雀麦（学名：Bromus diandrus）为禾本科雀麦属下的一个种。

## 扩展阅读
- 維基物種上的相關：双雄雀麦